# Wirtschaftsschule (Bayern)
Die Wirtschaftsschule ist eine Schulform, die eine berufliche Grundbildung im Berufsfeld Wirtschaft und Verwaltung vermittelt und auf eine entsprechende berufliche Tätigkeit vorbereitet. Sie verleiht nach bestandener Abschlussprüfung den Wirtschaftsschulabschluss, der einen Mittleren Schulabschluss darstellt (früherer Begriff: Mittlere Reife).

## Allgemeine Informationen
Die Wirtschaftsschule wird in 4-stufiger Form (7.–10. Klasse) mit einer Vorklasse in Jahrgangsstufe 6 sowie in 3-stufiger (8.–10. Klasse) und 2-stufiger Form (10. und 11. Klasse) angeboten. Wirtschaftsschulen in privater Trägerschaft können ab Schuljahr 2022/2023 auch die 5. Jahrgangsstufe anbieten.
Die Vorklasse 6 schließt an die Jahrgangsstufe 5 der Mittelschule, der Realschule oder des Gymnasiums an. Die 4-stufige Form beginnt in Jahrgangsstufe 7 und kann von Mittelschülern, Realschülern oder Gymnasiasten nach der 6. Jahrgangsstufe besucht werden. Die 3-stufige Wirtschaftsschule beginnt mit Jahrgangsstufe 8 und richtet sich an den gleichen Personenkreis nach der 7. Klasse. Die 2-stufige Form schließt vorrangig an den Qualifizierenden Mittelschulabschluss an, richtet sich aber auch an Realschüler und Gymnasiasten nach der 9. Klasse.
Die Eignung zum Übertritt in die Eingangsstufe des vier- oder dreijährigen Zweiges der Wirtschaftsschule wird durch das Zwischenzeugnis bescheinigt. Ist der Notendurchschnitt in den Fächern Deutsch, Englisch und Mathematik schlechter als 2,66, muss der dreitägige Probeunterricht (Aufnahmeverfahren) in den Fächern Deutsch und Mathematik besucht werden. Werden im Probeunterricht mindestens die Noten 3 und 4 erzielt, wurde der Probeunterricht erfolgreich bestanden. Bei zweimal Note 4 gilt zur Aufnahme der sog. Elternwille.
Zum Übertritt in die Eingangsstufe des zweijährigen Zweiges der Wirtschaftsschule muss mindestens der erfolgreiche Mittelschulschulabschluss vorliegen. Schüler aus der Realschule oder aus dem Gymnasium müssen zum Eintritt in die zweijährige Wirtschaftsschule die 9. Klasse bestanden haben oder in den Fächern Deutsch und Englisch die Note 4 aufweisen.

## Schulabschluss
Mit dem erfolgreichen Abschluss der Wirtschaftsschule erhält man den Wirtschaftsschulabschluss, der gemäß Art. 25 BayEUG einen mittleren Schulabschluss darstellt. Durch den besonderen beruflichen Bezug besteht für erfolgreiche Absolventen der Wirtschaftsschule ein Rechtsanspruch auf Verkürzung der Ausbildungszeit in 38 Ausbildungsberufen.

## Ausbildungsrichtungen
Seit dem Schuljahr 2017–2018 existiert nur noch eine Form der Wirtschaftsschule. Davor existierten in der 4-stufigen sowie in der 3-stufigen Form der Wirtschaftsschule zwei verschiedene Ausbildungsrichtungen, die kaufmännische (H-Zug) oder alternativ die mathematisch-naturwissenschaftliche (M-Zug). Nach dem erfolgreichen Besuch der 7. Jahrgangsstufe des 4-jährigen Zweiges bzw. mit dem Eintritt in die 8. Jahrgangsstufe des 3-jährigen Zweiges mussten sich die Schüler entscheiden, ob sie bis zum Abschluss der Wirtschaftsschule eine kaufmännische oder mathematisch-naturwissenschaftliche Ausbildungsrichtung einschlagen wollten. In der 2-stufigen Wirtschaftsschule existierte ausschließlich die kaufmännische Ausbildungsrichtung.

## Besonderheiten
Die Wirtschaftsschule bietet als einzige Schulart das Pflichtfach Übungsunternehmen als Unterrichtsfach und Abschlussprüfungsfach an. Die Schüler entscheiden sich in Jahrgangsstufe 10 bzw. 11 (zweijähriger Zweig), ob sie Mathematik oder Übungsunternehmen als Prüfungsfach wählen.
- siehe auch Übungsfirmenzentrale der bayerischen Wirtschaftsschulen

Seit Beginn des Schuljahres 2014–2015 wurde beginnend mit dem 7. Jahrgang in der Wirtschaftsschule ein neues Konzept mit dem „LehrplanPLUS“ eingeführt. Hierbei wird der Schwerpunkt auf die Kompetenzorientierung gelegt. Gleichzeitig wurden neue Fächerbezeichnungen kreiert. „Betriebswirtschaftslehre“ und „Rechnungswesen“ wurde unter kompetenzorientierten Gesichtspunkten zusammengefasst zum Prüfungsfach „Betriebswirtschaftliche Steuerung und Kontrolle“. Naturwissenschaftliche Inhalte finden sich im Fach „Mensch und Umwelt“.